# تپلک کبکی
تپلک کبکی، تپلک کبکی سبیل‌دار یا تورکای سبیل‌دار (نام علمی: Pteroptochos megapodius) یک پرنده گنجشک‌سان بومی شیلی است و به تیرهٔ تپلکان (Rhinocryptidae) وابستگی دارد. نام‌های رایج این گونه شامل «تورکو» یا «تورکا» است. این پرنده‌ای خشکی‌زی است که لانه خود را در دامنه‌های شیب‌دار تپه‌ها می‌سازد و از پرواز برای مسافت‌های کوتاه استفاده می‌کند. این پرنده در معرض خطر نیست، اما متأسفانه گونه‌ای است که کمتر مورد مطالعه قرار گرفته است.